# Nova Zelândia nos Jogos Olímpicos de Verão de 1980
A Nova Zelândia competiu nos Jogos Olímpicos de Verão de 1980, realizados em Moscou, União Soviética.